# The Little Pirate (film 1913)
The Little Pirate è un cortometraggio muto del 1913. Il nome del regista non viene riportato nei credit del film che, prodotto dalla Reliance Film Company e distribuito dalla Mutual Film, aveva come interpreti Jack Pratt, Edgena De Lespine, Bruce Macomber, Henry Kean.

## Produzione
Il film fu prodotto dalla Reliance Film Company.

## Distribuzione
Distribuito dalla Mutual, il film - un cortometraggio in una bobina - uscì nelle sale cinematografiche statunitensi il 2 agosto 1913.